# Attila (album)
Attila je studiové album italské zpěvačky Miny, vydané v říjnu 1979 PDU a distribuované EMI Italiana.

## Seznam skladeb

### Volume 1
| Side A         | Side A                 | Side A                 | Side A         | Side A |
| Pořadí         | Název                  | Hudba                  | Text           | Délka  |
| -------------- | ---------------------- | ---------------------- | -------------- | ------ |
| 1.             | Tiger Bay              | Beppe Cantarelli       | Julie Scott    | 6:50   |
| 2.             | Ma ci pensi            | Federico Monti Arduini | Nino Romano    | 4:15   |
| 3.             | Se il mio canto sei tu | Cantarelli             | Paola Blandi   | 4:23   |
| 4.             | Non tornerò            | Cantarelli             | Blandi         | 6:31   |
| Celková délka: | Celková délka:         | Celková délka:         | Celková délka: | 21:59  |

| Side B         | Side B         | Side B         | Side B                              | Side B |
| Pořadí         | Název          | Hudba          | Text                                | Délka  |
| -------------- | -------------- | -------------- | ----------------------------------- | ------ |
| 1.             | Che novità     | Danidy         | Firmo Rizzini                       | 4:54   |
| 2.             | Bonne nuit     | Shel Shapiro   | Andrea Lo Vecchio                   | 3:11   |
| 3.             | Sensazioni     | Alfano, Pani   | Valentino Alfano, Massimiliano Pani | 4:47   |
| 4.             | Un po' di più  | Shapiro        | Sergio Bardotti                     | 3:57   |
| 5.             | Il vento       | Alfano, Pani   | Alfano, Pani                        | 4:56   |
| Celková délka: | Celková délka: | Celková délka: | Celková délka:                      | 21:45  |

### Volume 2
| Side C         | Side C                    | Side C         | Side C          | Side C |
| Pořadí         | Název                     | Hudba          | Text            | Délka  |
| -------------- | ------------------------- | -------------- | --------------- | ------ |
| 1.             | Don't Take Your Love Away | Isaac Hayes    | Lee Hatim       | 9:25   |
| 2.             | Rock and Roll Star        | Shapiro        | Lo Vecchio      | 3:29   |
| 3.             | Fiore amaro               | Riccardi       | Enrico Riccardi | 4:03   |
| 4.             | Sei metà                  | Cantarelli     | Blandi          | 5:18   |
| Celková délka: | Celková délka:            | Celková délka: | Celková délka:  | 21:55  |

| Side D         | Side D                | Side D             | Side D                                            | Side D |
| Pořadí         | Název                 | Hudba              | Text                                              | Délka  |
| -------------- | --------------------- | ------------------ | ------------------------------------------------- | ------ |
| 1.             | Anche tu              | Cantarelli         | Cristiano Minellono                               | 4:56   |
| 2.             | Street Angel          | Teddy Randazzo     | Bobby Hart, Bobby Weinstein                       | 4:45   |
| 3.             | Che volgarità         | Corrado Castellari | Cristiano Malgioglio                              | 3:41   |
| 4.             | Anche un uomo         | Anselmo Genovese   | Mike Bongiorno, Ludovico Peregrini, Alberto Testa | 4:48   |
| 5.             | Shadow of My Old Road | Danidy             | Rizzini                                           | 4:05   |
| Celková délka: | Celková délka:        | Celková délka:     | Celková délka:                                    | 22:15  |

## Hitparády
| Hitparáda (1979–80)      | vrchol |
| ------------------------ | ------ |
| Itálie (Billboard)       | 5      |
| Itálie (Musica e dischi) | 2      |